# Деніз Гюль
Деніз Гюль (швед. Deniz Gül, нар. 2 липня 2004, Стокгольм, Швеція) — турецький футболіст, нападник португальського клубу «Порту».

## Ігрова кар'єра

### Початок
Деніз Гюль народився у Стокгольмі і має турецьке коріння по лінії батька. Починав займатися футболом в столичних клубах, серед яких був і АІК. У 2021 році футболіст приєднався до клубу «Гаммарбю», де грав у молодіжній команді. Влітку 2022 року Гюль відмовився від пропозиції переходу до італійського «Кальярі» і у 2022 році «Гаммарбю (U-19)» виграв Аллсвенскан (U-19), де став кращим бомбардиром лігі і був визнаний нападником року.

### Гаммарбю
У вересні 2022 року Гюлт вперше отримав виклик до основного складу «Гаммарбю», але залишався в резерві. У січні 2023 року Деніз підписав із клубом трирічний контракт і протягом року переважно грав за дублюючий склад «Гаммарбю ТФФ». 22 жовтня 2023 року Гюль дебютував у чемпіонаті Швеції, коли вийшов на заміну у матчі проти столичного «Юргордена».

### Порту
В серпні 2024 року Деніз Гюль перейшов до португальського «Порту», з яким підписав контракт до 2029 року.

### Збірна
Деніз Гюль грав за юнацьку збірну Швеції (U-19). З 2024 року він виступав у складі молодіжної збірної Швеції.
В листопаді 2024 року Деніз Гюль оголосив, що він прийняв запрошення Турецької федерації футболу і надалі представлятиме Туреччину на міжнародному рівні. 20 березня 2025 року у матчі плей - оф Ліги націй проти команди Угорщини Деніз Гюль дебютував у складі національної збірної Туреччини.